# モンキーピーク
『モンキーピーク』（Monkey Peak）は、志名坂高次（原作）、粂田晃宏（作画）による日本の漫画作品。『週刊漫画ゴラク』（日本文芸社）にて、2016年9月16日号から2019年9月6日号まで連載された。
続編として『モンキーピーク the Rock』が、『週刊漫画ゴラク』にて2019年11月15日号から2021年10月8日号まで連載されたほか、スピンオフ漫画『モンキーサークル』が、『漫画ゴラクスペシャル』（同社刊）にて2018年10月号から2020年1月号まで連載された。いずれも本編と同じく原作・作画を志名坂と粂田が担当する。
全作品を通じて、山中で巻き起こる惨劇を描いたパニックホラー漫画である。2022年1月時点でシリーズ累計発行部数は200万部を突破している。

## あらすじ
薬害問題により社会的に苦境に立たされた藤谷製薬の社員たちは、結束を高めるためのレクリエーションとして谷川岳の次に死者が多いとされる岩砕山の手前のしらび山を訪れるが、キャンプ初日の夜に鉈（ナタ）を持った巨大な猿のような生物と遭遇し、翌朝には同僚の惨殺死体を発見する。集めていた携帯電話も何者かによって破壊されており、外部へ救助要請も出来ない。一行は下山を開始するが、何者かが案内板を変えたため、逆に山奥へと誘導されてしまう。難所矢ノ口落としで猿の襲撃を受け、大勢の社員が滑落・死亡する。
生き残った社員らは麓の集落を目指し登山を続けるが、猿は複数いることが判明、襲撃により次々と命を落としていく。また猿側の内通者が一行に紛れている、という疑惑も浮上する。ついに仲間割れをおこした一行は、早乙女率いるグループと、安斎率いるグループとに分裂し、殺し合いにまで発展する。
一方、連絡が途絶えた一行を救助するべく、警察は山岳救助隊を派遣するが、岩砕山頂上付近にて殺人を隠蔽しようとする安斎の攻撃で先遣チームは全滅する。何らかの事件が発生していることを把握した警察は特殊部隊を派遣するも、日本刀の男の襲撃でこれも全滅。しかし惨殺体を発見した後続隊により、もはやこの山で起きている事件はテロのレベルであることが判明する。
猿との闘いで早乙女らは、一部の猿の正体が着ぐるみを着た人間であることを突き止める。しかしボス格の魔猿は正体が判明せず、驚異的な身体能力をもって社員たちを襲撃。山頂付近にて、主犯格が信頼していた部長の長谷川であることが判明し、毒を盛られ、止むをえず薬害を隠蔽した安斎殺害の加担を担う事に。
最後は、早乙女達と安斎は協力して、魔猿に打ち勝つ事に成功する。
だが、生き残った安斉が暴走を始め、早乙女達を始末しようと考え始める。
最終的に早乙女と一騎討ちの末に安斎は死亡して、岩砕山のテロ事件は幕を閉じる事となる。
死者は56名、救助された生存者は早乙女・宮田・佐藤のわずか3名であった。

## 登場人物
（声 - WEBアニメの声優）

### 藤谷製薬
早乙女 稜（さおとめ りょう）
声 - 八代拓
23歳、営業担当。本作の主人公。過去にバイク事故で親友を亡くし、また登山中の事故で父を亡くしている。身近な人物を守れなかった責任から「2人を殺した」と語り、社員たちから敬遠される原因となる。岩砕山頂上で、安斎との一騎打ちの末に宮田達と共に生き残り、死んでいった皆のために前に進むことを決意する。
宮田（みやた）
声 - 寺島拓篤
23歳、営業担当。早乙女とは同期入社であり、学生時代からの友人。グループ分裂後は自らのグループを作る。氷室に石をぶつけられて崖から転落してしまい死亡したかに思われたが、奇跡的に死体がクッションとなって生存していた。彼の機転によって、安斎の悪事を救助隊に曝す羽目になった。
佐藤 貴子（さとう たかこ）
声 - 折井あゆみ
31歳、経理。ヒステリックな性格で男性に対する反抗心が強いタイプである。飲料水泥棒の疑惑をかけられたり、猿奇襲時にも見捨てられるなど、早乙女と同様、不憫な扱いが多い。その後は心身共に疲れ果て、仲間の足を引っ張る行動をとることが多くなった。南と遠野が自分のせいで死んだことを早乙女に告白。早乙女に励まされて、立ち直る。岩砕山の頂上で林の仲間の猿が持っていた火薬を使い、捨て身の攻撃で、魔猿退治に大きく貢献した。終盤に接近した早乙女と結ばれる。
安斎（あんざい）
声 - 金光宣明
34歳、法務担当。大柄でがっしりとした体躯。アメフトをやっていた時期があったが、仲間との関係が上手くいかず暴力問題を起こした過去を持っている。社長亡き後は実質的なリーダーとなり、猿に内通していると考えた者へ拷問を行うが、強引なやり方を好まない早乙女達と別行動をとることが多くなった。猿との戦いの最中、長谷川を正当防衛とはいえ攻撃したことから修復不能の仲違いを起こし、早乙女達と完全に決別。氷室と同盟を組みその場を去る。その後、弁解不能になってやむ止えず、氷室と山岳警備隊を殺したことから自身のモラルが崩壊。それ以降は、自分が生き残るためだけに行動することになる。岩砕山頂上で、成り行きで早乙女達と魔猿退治に貢献。その後、自分以外の生存者を殺して自分が正しいことを証明するため、早乙女との一騎打ちの末、致命傷を負う。最後の力でトオルの仲間の田畑を殺して、自分の正しさが証明されたことに安堵して死亡する。
実は藤谷製薬が起こした薬害問題を隠蔽した人物であり、長谷川達からは殺す標的の最重要人物として前からマークされていた。
富久（とみひさ）
声 - 酒巻光宏
54歳、社長。薬害問題で前任の社長が辞任し、藤谷製薬の社長に就任する。就任後初の企画が今回の谷川岳登山であった。猿の襲撃後も、強いリーダーシップを発揮し社員を率いる。猿の矢で致命傷を負い、最期は毒味したみかんの缶詰に混入していた青酸カリにより死亡。
林（はやし）
声 - 山北早紀
21歳、庶務。おっとりした女性で、南から好感を抱かれていた。その正体は、長谷川と同じく猿の共犯者。苗字は違うが長谷川の実の娘で、薬害の真実を探るために、人事部長の長谷川のコネで入社したことが判明する。岩砕山頂上で魔猿退治後、早乙女に飲ませた毒のことや後のことを託して、死亡する。
長谷川（はせがわ）
50歳、人事部長。登山のベテランで、数々の場面で経験からアドバイスを行う。過去の飲み屋での発言などで、早乙女から厚く信頼されている。三つ倉小屋へ行く道中、猿に襲われて行方不明になっていたが、その正体は猿の共犯者の一人にして、猿たちを裏から指揮していた事件の黒幕。滑落したフリして逃げようとした飯塚を暗殺した後、早乙女達と合流する。魔猿が暴走して敵味方の区別なく襲い掛かり始めたため、社員一行と和解して共闘するも、激闘の末に力尽きて死亡する。
氷室（ひむろ）
声 - 佐治和也
43歳、営業部長。不審な行動から猿の仲間と疑われ、安斎から拷問を受け、足の指を失う。その後結局、安斎からの取引によって逃がされる。その際に猿と手を組み、安斎と取引して同盟を結ぶことを提案。宮田達と決別した後は提案を受け入れた安斎と本格的な共闘体制を取る。戦いの中で投擲術に意外な才能を発揮し、宮田に初撃で石を当てて崖から転落させている。最後は魔猿に食いちぎられ死亡する。
実は薬害の噂が流れた際、気にせずに薬を売り続けて、その成績で営業部長まで出世したことが判明する。そのため、長谷川達からは殺す標的の最重要人物として前からマークされていた。
飯塚（いいづか）
声 - 米内佑希
26歳、開発室A。藤柴と同盟を組み、早乙女や仲間に濡れ衣を着せながら、自分だけ生き残る計画を立てる。食料を密かに横領し、藤柴の死に対しても特に心を動かされた様子を見せない。滑落したフリをして一人で逃げようとしたが、そこで遭遇した長谷川にナイフで刺されて崖から落とされ死亡する。
藤柴（ふじしば）
声 - 青山玲菜
24歳、庶務。飯塚と同盟を組み、安斎を出し抜き食料を密かに横領していた。最後は低体温症による凍死。遺体になってからは衣服を剥ぎ取られ、崖から投げられる最期を迎えた。
遠野（とおの）
声 - 猫嶋アイル
28歳、開発室A。小柄な体型と消極的な性格から頼りない印象を持たれるタイプである。佐藤を助けるため、手製の爆弾で猿もろとも自爆する。遠野がかけていた眼鏡は佐藤の形見となった。
南（みなみ）
声 - 堀総士郎
32歳、開発室B。陰険な性格で普段から早乙女を目の敵にしている。最初の猿の襲撃により右腕を骨折。以降、何か起こる度に怪我をアピールして自分の負担を人に押し付けようとする。迫り来る猿に対する恐怖心からパニックに陥り佐藤と揉み合いになり、佐藤に崖から蹴り落とされ転落死する。
岡島（おかじま）
声 - 堂坂晃三
27歳、開発室B。運動神経が鈍い上にすぐに弱音を吐くため、周囲をイラつかせることが多かったが、最期は猿から早乙女たちを助けるため、猿とともに転落死する。
田中（たなか）
48歳、開発室Aリーダー。猿の奇襲時に滑落して行方不明となっていた。猿とともに崖から落ちた早乙女と合流して、小屋にいる皆と合流。三つ倉小屋に現れたフードの男の罠に乗ってしまい、首を斬られて死亡する。
黒木（くろき）
45歳、開発室Bリーダー。足を骨折していて、逃げることが出来ず、猿に槍で貫かれ死亡する。
寺内（てらうち）
46歳、運転手。猿の挑発に乗って戦うも、矢で貫かれ死亡。持っていたナイフは氷室から安斎の手に渡った。
馬場（ばば）
30歳、開発室A。猿の挑発に乗って戦うも、寺内同様、矢で貫かれ死亡。遠野の同期で回想シーンでも登場していた。
辻（つじ）
53歳、経理。猿の奇襲後、何者かによって石で鈍殺されていた。後に氷室が金銭トラブルで殺してしまったことが判明する。
鈴村（すずむら）
最初の犠牲者。社員全員の携帯電話を集め管理していたが、殺害後に猿によって持ち去られる。

### 猿
猿（さる）
藤谷製薬の社員たちを襲う謎の存在。ヒトよりも大きな猿のような姿をしており、キャンプ初日の夜から何度も襲撃を繰り返す。一行を罠に嵌めて計画的に追い詰めていく知能の高さに加え、多少の攻撃ではほとんど動じない頑丈さを備える。人の使う武器を駆使し、最初に遭遇したナタ持ちの猿以外にも弓や槍を持った複数の個体が存在し、連携しながら襲い掛かって来た。
その正体は猿の被り物を被った人間で、藤谷製薬が起こした薬害問題の被害者達。その目的は「『伝説の猿』の仕業として藤谷製薬の人間を惨たらしく殺した後で自分たちも自害して姿を消すことで、復讐とその贖罪を果たすと同時に、それらの結果を以て事件を『悪人には必ず報いがある』ということをセンセーショナルに知らしめるための『伝説』にする」ことにあった。このため、メンバーは生きて帰ることを前提としない覚悟を以て計画に臨んでいる。被り物の下はヘルメットなどの防護が施されており、異様な頑丈さもそれが理由であった。あくまでも標的は藤谷製薬の関係者のみであり、目的外の人間は極力狙わないようにしているが、八木兄妹のように決定的に邪魔になると判断した場合にはその限りではない。社員一行の反撃と魔猿の暴走で、最終的に全員死亡した。
最初の猿
社員一行が最初に遭遇した猿。他の猿とは動きの違いで直ぐに判別が付くほど卓越した技量の持ち主で、序盤に武器のナタで多くの社員を殺害するなどしたため、早乙女らには特に恨まれている。被り物の猿では最後の生存者となり、魔猿の暴走に伴う混乱と長谷川の意向に従って社員一行と共闘体制を取る。魔猿との戦いでは火縄銃で応戦するも、尖った看板の柱へ放り投げられ、背中から串刺しとなって死亡した。最後まで被り物を纏っていたので正体は不明。
水口さなえ
女子大生ながら全国的に有名な腕利きの登山家。被り物の猿の一人として一行を追い詰めたが、満に重傷を負わされ行動不能に陥り、正体もバレてしまう。薬害事件当時は女子高生だった。最後は魔猿に崖から投げ落とされ転落死した。
長谷川
林
魔猿
六ッ倉連峰で語り継がれる伝説の猿なのかは不明だが（長谷川によると伝説は恐怖心を煽るために利用しただけとのこと）、圧倒的な力を見せる作中最大の強敵にして、正真正銘の怪物猿。
断崖絶壁を苦も無く昇降あるいは跳躍しながら縦横無尽に高速で移動したり、人間の身体を素手で容易く破壊するなど驚異的な身体能力を誇り、殺戮劇の主要実行犯として猛威を振るった。理由は不明だがトオルしか制御することが出来ず、トオル以外の者には見境無しに攻撃する。余りにも危険なので、混乱防止と万が一のための切り札としてトオルの管理の下封印されていたが、その肝心のトオルの独断行動でターゲットではない無関係の人間への攻撃を行い、最終的にトオルの死によって完全に暴走を始める。最終決戦でも早乙女らを何度も窮地に追い込むも、最後は佐藤の捨て身の攻撃によって頭部が砕け散って死亡する。
日本刀の男 / トオル
日本刀を手にフードで顔を隠した人物で、猿を操る首謀者と思われていた人物。安斎は当初、飲み会の席で日本刀を所持していることを長谷川本人から聞いたため、長谷川だと疑っていた。
正体は、トオルと言う若い青年。薬害被害者の一団の中でもとりわけ過激かつ危険な男で、「復讐と同時に殺しそのものも楽しんでいる」と評され、当初は魔猿と共に襲撃作戦の本筋からは外されていた。被り物の猿に想定外の被害が出たために援軍として呼び戻されるも、早々に長谷川の指揮を外れて独自の行動を取り、魔猿と共に山に入った人間を無差別に殺戮していた。安斎を孤立させて1対1の決闘に持ち込むも、敗れて死亡した。
薬害事件であんじゅと言う妹を亡くしており、自身の素行の悪さから関係は良好ではなかったが、内心では大切に思っており、死に際に仇である安斎を討ち取れなかったことを妹に謝っていた。
田畑（たばた）
岩砕山の頂上付近にいた登山者。気弱そうな性格に見えるが、その正体はトオルに個人的に協力していた友人・仲間。岩砕山での活動に慣れているらしく、一般登山者に扮して当初は現場から遠ざかっていたトオルに情報を流していた他、合流後は彼の単独行動を手助けしていた。トオルの死後はその無念を晴らさんと魔猿退治の際に正体を露わにし、早乙女達の邪魔をする。最後は安斎に重症を負わされて、逃走しようとした所を安斎の投げた石が頭部に命中して死亡した。

### その他
八木 満（やぎ みつる）、八木 薫（やぎ かおる）
早乙女たちが遭遇した休暇中の登山者の兄妹。
兄妹共に登山経験は豊富で死体も見慣れており、殺戮が行われている異常事態にも動じることなく猿を目撃した際には、好奇心旺盛な様子を見せていた。藤谷製薬とは無関係で本来猿たちの標的となるような人物ではなかったが、一行と関わって積極的に手を貸す姿勢を見せたために襲われ、まず薫が犠牲となる。生き残った満は、猿たちと戦い社員一行と共に脱出を図るべく行動する。豊富な経験と知識で一行を手助けし信頼を寄せられるが、同時に薫を殺害した猿への復讐を目論んでおり、早乙女たちを猿をおびき寄せる囮に利用する。ピッケルと卓越した運動神経で水口さなえを含む2体の猿を倒すが、直後に現れた魔猿に捕まって崖から落とされ転落死する。
かつて2人で本物の魔猿と殺害された登山客を目撃しており、その場所を2人だけの記念の場所とし死体をブルーシートと岩で隠し訪れては眺めていた様子。八木兄妹の死後、2人が隠していた山で見つけた「収集物」や食糧などが発見され、死後も早乙女達を救うこととなる。兄妹にしては異常に仲が良く、収集物の隠し場所で発見されたクッションや避妊具が2人の関係を暗示していた。

## モンキーサークル
モンキーピークの前日譚。『漫画ゴラクスペシャル』にて2018年10月号から2020年1月号まで連載された。続編の「モンキーピーク the Rock」では、本作中の出来事は、｢りょうちゃんねる事件｣として語られている。

### あらすじ（サークル）
動画配信者のリョウは一攫千金を狙い「猿人が目撃される森」に総勢10人で探検に出かける。携帯電話の電波も届かない森の中で、熊の襲撃を受けた直後、猿が現れ一行に襲い掛かる。生き残ったメンバーは、猿の姿を収めたカメラを持ち森からの脱出を試みるも、猿の罠・襲撃により次々と命を落とす。生き残ったシマは、猿と決戦でカメラを手にするが、直後に現れたリョウが裏切り、カメラを奪われてしまう。メンバーの遺体もほとんど発見されず、証拠のカメラも最終的にトオルに持ち去られ、猿の存在が明るみになることはなかった。一人生き残ったシマは復讐を胸に誓うが、それには3年の月日を要することになる。

### 登場人物（サークル）

#### 動画配信グループ
シマ
本作の主人公。20歳。正義感が強い。作中でただ一人生き残り、大勢の仲間を猿に殺されたことから、猿への復讐を決意する。
リョウ
27歳。サークル内のリーダー的存在。シマを裏切ってカメラを奪い逃走した所、二郎に襲われ死亡する。
みかん　
22歳。サークルのアイドル的存在。二郎に拐われて下半身を裂かれ死亡する。
マリ
22歳。ぽっちゃりした女性。ダイブツと共に瀕死の猿の抵抗によって、石の崩壊の下敷きになり死亡する。
ダイブツ
27歳。大柄の屈強そうな男性。マリと共に瀕死の猿の抵抗によって、石の崩壊の下敷きになり死亡する。
チョウ
37歳。帽子を被った中年男性。猿に噛まれて死亡する。
えーご
27歳。ぽっちゃりした男性。カメラを奪って逃走するも二朗に捕まり腹を裂かれて死亡する。
隊長　
40歳。左頬に傷跡がある中年男性。二郎に地面に叩きつけられ死亡する。
マッシ―
30歳。眼鏡をかけた男性。二郎が仕掛けたと思われる、落とし穴にかかって死亡する。
カト―
顎に髭を生えた男性。熊に襲われて死亡する。

#### 猿（サークル）
猿
蓑を被った猿人のような面影。今作では二郎を含めて、2体登場している。
魔猿/二郎（じろう）
猿の勢力。熊に襲われたシマ達の前に突然現れる。その後はシマ達にも牙を向き、サークルメンバーを次々と殺していくがシマ達の反撃により一度は退散する。最後の方に再び現れて、リョウを殺害してカメラを奪還、トオル達と行動を共にしている様子がカメラに収められる。
トオル
本編にも登場する猿たちを統率する人間。二郎と共にいる姿がカメラに収められる。
田畑（たばた）
本編にも登場するトオルの仲間。二郎と共にいる姿がカメラに収められる。

## モンキーピーク the Rock
『週刊漫画ゴラク』にて2019年11月15日号から連載中。時系列順に『モンキーサークル』『モンキーピーク』の続編。本編の生き残り、早乙女・宮田・佐藤に加え、サークルの生き残りシマも途中から登場する。

### あらすじ（the Rock）
総勢56人が死亡した岩砕山事件から約1年後。生き残った早乙女は、佐藤と交際し幸せな日々を送っていた。そこへ親友の宮田が行方不明になったとの知らせを受ける。総勢20人からなる捜索隊第二班が組織され、早乙女はアドバイザーとして同伴する。第二班は先行していた第一班の後を追うが、洞窟の中に入った所で閉じ込められてしまう。洞窟には猿たちが多数生息しており、早乙女らに襲い掛かる。同行していた自衛隊員が、猿との戦闘で次々と命を落とす中、行方不明だった第一班の生存者と合流する。しかし第一班の自衛隊は全滅、生き残りは宮田ら民間人4人だけであった。合流した第二班・第一班は洞窟からの脱出を試みるが、新種の強化型猿、盲目の猿の集団が襲い掛かる。

### 登場人物（the Rock）

#### 第二班
早乙女 稜（さおとめ りょう）
24歳。第二班アドバイザー。前作『モンキーピーク』からの主人公。第一班に同行し消息不明になった宮田を救うべく、急遽アドバイザーとして第二班に同伴する。
赤崎（あかさき）
24歳。大学院生。今作品のヒロイン。猿を崇拝しており、猿との戦いでもAチームメンバーが死んでも猿を生かそうと妨害するため、Aチームとの折り合いが悪くなっていく。次第に、猿への執着がエスカレートしていき、恩師である木ノ下を溺死させ、助けに来てくれた下柳を山刀で殺害している。偽物の高橋と手を組み、早乙女と一騎打ちの末に敗れ、ライトと麻酔薬を奪われて拘束されることとなった。最終回では、自ら拘束を解いて行方不明になっており、何処かの場で猿を抱っこしている姿が目撃される。
高橋 学（偽物）（たかはし まなぶ）
42歳。第二班、内閣情報調査室次長。早乙女をアドバイザーとして同伴させた人物。調査のため猿を殺すことを禁じ、第二班から銃など武器を没収する。その正体は内閣情報調査室を偽った偽物の高橋である。叶殺害後、赤崎の本性を見抜いて同盟を提案するが、麻酔を打たれて、隠し持ったライトで逃げて一度民間人メンバーから離脱。その後、赤崎と手を組み、沼口と清水に戦いを挑み、自らの策略に嵌めて沼口を殺害してナイフを奪って逃走した。その後、吉トメと一戦交えて殺害することに成功するが、葉山の機転で大勢の小猿に食われて死亡する。
木ノ下（きのした）
40歳。大学准教授。袋小路になった際、極限状態のあまり生け捕りにした猿を食べたことが赤崎の怒りを買って、水中で赤崎に蹴り飛ばされ溺死してしまう。
自衛隊（Aチーム）
東（あずま）
44歳。第二班の隊長。負傷により足手まといとなるも、人望厚く隊を率い的確な判断を下す。猿との戦闘の際、誤って千葉の攻撃が当たってしまい、千葉を逃がした後、殿をつとめ大勢の猿相手に向かっていって死亡する。
原（はら）
38歳。第二班の副長。洞窟の探索中に、子猿の襲撃に遭い早乙女が助けようとするが、赤崎に止められたことで間に合わず死亡する。
阿部（あべ）
31歳。第二班の隊員。副長の原が死亡、隊長の東が気を失っていたため、一時的に隊長になるがチームをまとめる技量がなかった。さらにはクライミングの際、足を負傷してしまい暗い影を落とすも、猿との戦闘の際では仲間を逃がすため、大勢の猿相手に向かっていって死亡する。
千葉（ちば）
32歳。第二班の隊員。東をオヤジと呼び慕っていたが、猿との戦闘で誤って東を切りつける。東と阿部死亡後に隊長となるが、横暴な本性があらわになり、早乙女達一般人達と対立することが多くなる。洞窟内では所持禁止と言われた手榴弾を隠し持つなど抜け目のない所もある。最終回では、銃器所持のため、清水と共に服役することが作中で語られている。
清水（しみず）
24歳。第二班の隊員。チャラチャラした外見だが、東如く、（銃の扱いが一番長けていた）ため、隊員内で唯一、数少ない銃を使うことを許されていたり、万が一に千葉に手榴弾のことを託されるなど千葉からの信頼が厚い。千葉の隊長就任後は、千葉と同様に横暴な本性があらわになり、生き残った自衛隊と民間人を分ける画策を千葉にアドバイスしたり、千葉が早乙女達を切り捨てようと際には真っ先に賛同し、使えないダミーのライトをわざと奪わせようと提案したりしていた。物語後半ではアトラトルを武器に高橋（偽物）に一撃与えたり早乙女と共闘して二郎と戦ったり、トオルの母親と戦った際には、アトラトルで致命傷を与えたりかなり貢献した。元々、天才で何でも出来たが、上手く立ち回ることを覚え、吉川や下柳の下に隠れていたことが明かされる。最終回では、銃器所持のため、千葉と共に3年から5年ほど服役することが作中で語られている。
沼口（ぬまぐち）
30歳。第二班の隊員。独学で医療の心得があり、負傷した吉川の手当等をしていた。下柳と同様に早乙女達民間人を切り捨てようと提案した際には嫌悪感を抱いていた。早乙女と共に人質にされた葉山を助けるため、高橋と戦うも、高橋の策略に嵌まり、脇をナイフで刺されて死亡する。
下柳（しもやなぎ）
28歳。第二班の隊員。早乙女達一般人にも比較的優しく、宮田のネックレスライトが千葉に奪われそうになった際、さりげなくフォローをしていた。Aチームが早乙女達を切り捨てた後、戻って強化型猿と一騎打ちの末討ち取るも、赤崎に背後から刺されて死亡。
吉川（よしかわ）
26歳。第二班の隊員。冷静な判断と、高度な身体能力をもって度々斥候を志願する。強力な戦力であったが、魔猿との戦いで不意打ちを試みるも、胴体を三つに切り刻まれ死亡する。
金井（かねい）
30歳。第二班の隊員。洞窟の探索中に、子猿の襲撃により死亡する。
室田（むろだ）、内田（うちだ）、三木（みき）、梶本（かじもと）
第二班の隊員たち。手榴弾の爆破、および爆破による崩落で死亡する。
北条（ほうじょう）、伊藤（いとう）、若林（わかばやし）
第二班の隊員たち。洞窟の入口内を守っていた。

#### 第一班
宮田（みやた）
24歳。第一班アドバイザー。前作『モンキーピーク』にも登場した早乙女の親友。猿との決着をつけるべく、第一班に同行し早乙女より先に洞窟へと潜入していた。洞窟内部で第二班と合流する。鎖帷子の猿との戦闘で負傷してしまう。
葉山（はやま）
30歳。第一班アドバイザー。『三浦モンキーランド』の飼育員をしていた。赤崎と同様に猿のことに詳しい。高橋と赤崎に人質にされるも、機転を利かせて、赤崎に重症を負わせた。吉トメと高橋(偽物)に遭遇した際は、マコトを優先的に逃がし、鬼猿丸を服用したことによって小猿に食われながらも生還する。最終回では佐藤と友達になり物語の語り部をしていた。
シマ
24歳。外伝漫画『モンキーサークル』の主人公。『りょうちゃんねる事件』唯一の生き残り。事件は表上、熊の襲撃による事件として扱われていた。死んだ仲間の無念を晴らすため、猿に襲撃された小屋を独自で調査していたが、土地の主を誤って攻撃してしまったことから懲役3年の刑を言い渡された過去を持っている。洞窟の出口付近で二郎と遭遇、早乙女達を逃がすため、二郎との一騎討ちの末に二郎に重症を負わせるも力尽き、サークルメンバーの仲間に一子報いたことを伝えて安らかに死亡する。
叶（かのう）
34歳。第一班、内閣情報調査室。第二班高橋の部下。Aチームと決別した際、千葉に足をナイフで刺されてしまい、高橋に首をしめられ暗殺される。

#### 猿（the Rock）
魔猿（まざる）/二郎（じろう）
鉈を2本持った猿。サークルで登場した猿と同個体である。Aチームで群を抜いた、吉川を殺害している。早乙女と清水の総攻撃の末に死亡する。
魔猿/鎖帷子
全身に鎖帷子を装備した猿。シマに山刀で刺されて死亡。
強化型猿（きょうかがたさる）
突然変異した猿。従来の大型猿と違い、筋骨隆々で毛のない見た目をしている。作中では「ダブルマッスル」と呼称された。下柳に首を締め上げられて死亡。
子猿（こざる）
子供ながら、普通の猿にも負けない力を持っている。力が劣るが目のない子猿も登場している。
フードの人物/トオルの母親
洞窟入口近くに身を潜めてた人物。前作のトオルと同様に猿を操る首謀者と思われる。洞窟入口付近から手榴弾を投げ込んでいる等、入口を守っていた自衛隊を殺害していて、洞窟内でもライトを照らしながら早乙女達に向けて猿を投下させるなど、敵対心があるとされる。その正体はトオルの母親で、本名は不明ながら元大名だった三ツ橋家との繋がりが示唆されている。猟銃で千葉を攻撃、清水からのアトラトルで致命傷を負い、早乙女と一騎討ちの末に死亡する。
吉トメ（よしトメ）
猿を飼育している、安蔵牧場の老人。トオルの母親をお嬢と呼ぶ共犯者。外へ脱出した葉山とマコトに牙を向き殺そうとする。その道中で出会った高橋（偽物）と戦うが、呆気なく高橋のナイフで首を切られて死亡する。

#### その他（the Rock）
佐藤 貴子（さとう たかこ）
前作「モンキーピーク」に登場した、早乙女の仲間にして妻。岩砕山の事件により、右目と右腕を負傷している。早乙女に「絶対に生きて帰る」ことを約束させた。
高橋　学　(本物)（たかはし　まなぶ）
内閣情報調査室次長。偽物の方とは、裏腹の優しい人物。喫茶店で佐藤と接触したことで高橋が偽物であることが明るみになる。
マコト
洞窟内でさまよっていた子供。2年前に母親とハイキング中、トオル達に口封じのため洞窟の中に閉じ込められてしまった過去をもっている。母親の方は猿から逃げる際に足を骨折してそのまま餓死。猿達からは子供であるがため敵として見られてないがゆえに生き残ることが出来たとされる。最終回で女の子であることが明かされ早乙女の養子になった。

## 書誌情報
- 志名坂高次（原作） / 粂田晃宏（作画） 『モンキーピーク』 日本文芸社〈ニチブンコミックス〉、全12巻
  1. 2017年2月9日発売[5]、ISBN 978-4-537-13546-6
  2. 2017年5月10日発売[6]、ISBN 978-4-537-13582-4
  3. 2017年8月9日発売[7]、ISBN 978-4-537-13612-8
  4. 2017年11月9日発売[8]、ISBN 978-4-537-13650-0
  5. 2018年2月9日発売[9]、ISBN 978-4-537-13692-0
  6. 2018年4月28日発売[10]、ISBN 978-4-537-13732-3
  7. 2018年7月27日発売[11]、ISBN 978-4-537-13770-5
  8. 2018年11月9日発売[12]、ISBN 978-4-537-13838-2
  9. 2019年2月9日発売[13]、ISBN 978-4-537-13885-6
  10. 2019年5月29日発売[14]、ISBN 978-4-537-13922-8
  11. 2019年8月8日発売[15]、ISBN 978-4-537-13958-7
  12. 2019年10月18日発売[16]、ISBN 978-4-537-13993-8
- 志名坂高次（原作） / 粂田晃宏（作画） 『モンキーサークル』 日本文芸社〈ニチブンコミックス〉、全2巻
  1. 2019年5月29日発売[17]、ISBN 978-4-537-13939-6
  2. 2020年3月18日発売[18]、ISBN 978-4-537-14217-4
- 志名坂高次（原作） / 粂田晃宏（作画） 『モンキーピーク the Rock』 日本文芸社〈ニチブンコミックス〉、全9巻
  1. 2020年3月18日発売[19]、ISBN 978-4-537-14216-7
  2. 2020年6月19日発売[20]、ISBN 978-4-537-14255-6
  3. 2020年9月17日発売[21]、ISBN 978-4-537-14281-5
  4. 2020年12月19日発売[22]、ISBN 978-4-537-14320-1
  5. 2021年3月18日発売[23]、ISBN 978-4-537-14349-2
  6. 2021年6月17日発売[24]、ISBN 978-4-537-14381-2
  7. 2021年9月17日発売[25]、ISBN 978-4-537-14407-9
  8. 2021年12月18日発売[26]、ISBN 978-4-537-14441-3
  9. 2022年1月19日発売[4]、ISBN 978-4-537-14452-9

## Webアニメ
2018年10月26日よりアニメ配信アプリ『アニメビーンズ』でWebアニメを配信。
- アニメーション制作 - Tomovies LLC
- 製作 - アニメビーンズ